# Gyula Válent
Gyula Válent   (Eger, 27 de setembre de 1926 - 10 de setembre de 2010) fou un nedador i waterpolista hongarès que va competir durant les dècades de 1940 i 1950.
El 1948 va prendre part en els Jocs Olímpics d'Estiu de Londres, on quedà eliminat en sèries en la prova dels 100 metres esquena del programa de natació.
En el seu palmarès destaca una medalla de plata al Campionat d'Europa de natació de 1947, tres medalles d'or i set de plata als Campionats del món universitaris, i dotze campionats nacionals dels 100 i 200 metres esquena. Un cop retirat exercí d'entrenador de natació.